# Cofradía Penitencial del Santo Sepulcro de Huelma
La Cofradía Penitencial del Santo Sepulcro de Huelma es la tercera más antigua de la localidad. Actualmente su hermana mayor es doña Ángela Hervás García. Su sede canónoca se encuentra en la Parroquia de la Inmaculada Concepción de Huelma. La casa hermandad de la cofradía está situada en la calle Ramón y Cajal, n.º 82.
La misa en honor al titular es el primer sábado posterior al 2 de noviembre, tras el día de los difuntos.

## Historia
La Cofradía Penitencial del Santo Sepulcro de Huelma fue refundada en 1954 tras la donación a la parroquia de la Inmaculada Concepción de Huelma una talla de Cristo muerto por parte de Doña Ascensión Cano Ureña, aunque hay indicios de que la hermandad existía desde hace mucho más tiempo. Anteriormente a esto, el Stmo. Cristo Yacente se encontraba en la Ermita de San Sebastián (Huelma) donde se le rendía culto y desde donde procesionaba cada Viernes Santo.

## Imagen titular
La imagen titular de la hermandad, el Santísimo Cristo Yacente es una obra que consta ya con más de cincuenta años que refleja perfectamente la muerte encarnada en el cuerpo de Jesucristo.
Fue restaurada en 2010 en los talleres del imaginero Ojeda Navío.

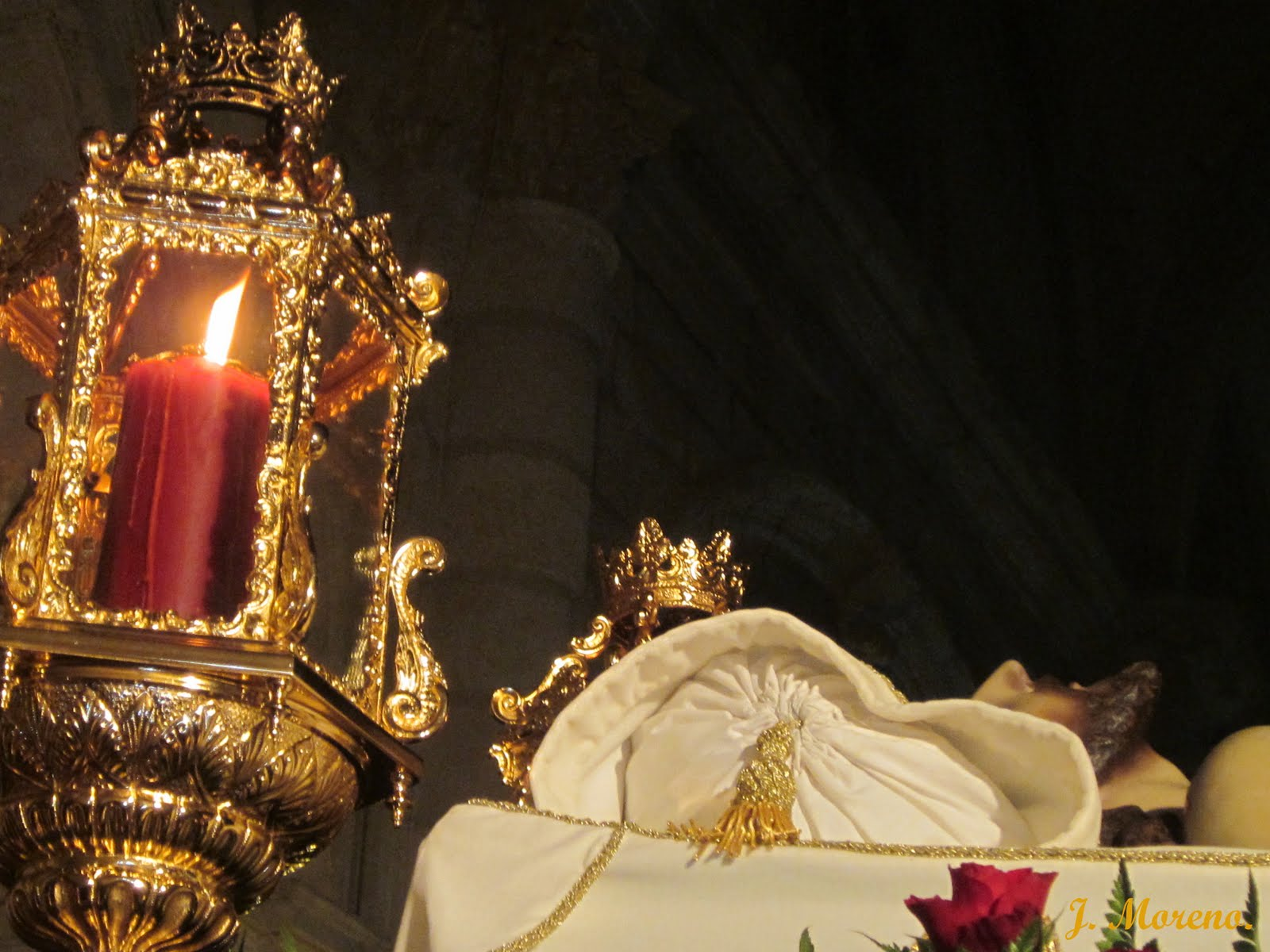
Imagen titular

## Paso
El paso en el que desfila el Santísimo Cristo Yacente fue realizado en 1953 por Jaime Vico en madera de pino. Es un catafalco que consta de numerosas molduras y está revestido en pan de oro. Posteriormente se sometería a numerosos exámenes para que nos llegase con la pureza con la que puede ser observado hoy día.Hoy en día,se está llevando a cabo el proyecto de rediseño del paso. Era portado al estilo malagueño por parte de la Agrupación de Costaleros del Corpus Crhisti de Huelma. Actualmente, es portado al mismo estilo por su cuerpo propio de costaleros. El frontal lo domina una gran campana de orfebrería con el escudo de la hermandad.
Las cuatro esquinas superiores sirven de base a los cuatro faroles dorados realizados en los talleres Angulo de Lucena (Córdoba).
En 2018 comenzó el gran cambio de este paso, en talleres cordobeses.

## Traje de estatutos
El traje de estatutos de la Cofradía Penitencial del Santo Sepulcro de Huelma se compone de túnica negra con botonadura, capa amarilla dorada de raso, caperuz negro con filos amarillos y cruz del escudo de la cofradía a la altura del rostro, con capirote, cíngulo negro y amarillo, guantes negros y medalla de hermandad.

## Cera
La cera es negra con el escudo de la hermandad en dorado, en su parte superior para los hermanos de luz. La del paso es más corta, de un espesor mayor y de color negro.
Los nazarenos del primer tramo, al corresponder a la sección de juventud, no portan cera, sino cetros de mando.

## Acompañamiento Musical
La cruz de guía hace estación de penitencia en silencio. El paso del Stmo. Cristo Yacente es acompañado por los sones de la Agrupación Musical Sebastián Valero de Huelma.

## Procesión General
La procesión del Santo Sepulcro es una de las más importante de la Semana Santa de Huelma, tras la de Jueves Santo y la madrugá del Viernes Santo, y es por ello que durante numerosos años se ha organizado, junto con la Agrupación de Hermandades y Cofradías de Huelma, la Procesión General de Viernes Santo. En las últimas décadas desapareció esta práctica por la dificultad que conlleva su organización.

## Hermandades Acompañantes
Tras la desaparición de la nombrada Procesión General, ha habido hermandades que se han prestado para dar acompañamiento a esta cofradía en la tarde noche del Viernes Santo. Tales han sido la Cofradía Penitencial del Stmo. Cristo de la Expiración, Señor de la Humildad y María Santísima del Calvario, que compartió estación de penitencia hasta finales de los años noventa; y la Cofradía Penitencial de María Santísima de Los Dolores en su Soledad, que lo sigue haciendo actualmente. También, detrás del paso, hay un representante civil de cada partido del pueblo, el párroco y el hermano mayor de cada cofradía. 

## Procesión Oficial
La localidad de Huelma tiene tres procesiones oficiales a lo largo del año: La de la Cofradía Penitencial del Santo Sepulcro en la tarde noche del Viernes Santo, la de las patronas, de la Hermandad de la Santísima Virgen de la Fuensanta y Santa Lucía, el primer domingo de mayo, y la del Corpus Christi. En todas ellas encontramos representación de todas las hermandades y cofradías, grupos parroquiales y autoridades locales.

## Otros enseres
La hermandad del Santo Sepulcro destaca por los numerosos enseres de gran calidad que porta en su desfile procesional, entre ellos podemos destacar:
- La cruz de guía que abre el desfile procesional, realizada en orfebrería.
- Los faroles de guía dorados.
- El estandarte con el rostro del cristo Yacente, de antiquísimos bordados y gran valor, cuya nueva vara se estrenó en la Semana Santa de 2011 finalizada en su primera fase.
- Los faroles del paso, de estilo similar al de los faroles de guía, que alumbran el catafalco.
- El primer tramo de nazarenos, el de la sección de juventud, destaca por portar un banderín y cetros de mando cincelados a mano.
- Dos gallardetes con la inscripción: Santo Sepulcro que abre el primer tramo de nazarenos.
- Cetros de mando de la Junta de Gobierno.
- Sábanas del sepulcro bordadas a mano y en hilo de oro.
- Libro de reglas realizado en terciopelo y orfebrería.
- Un  Dos cojines negros con bordes en dorado, que dujetan una corona de espinas dorada y tres clavos dorados.

## Recorrido Procesional
El itinerario de esta hermandad es cambiante, pero sí que dispone de un recorrido tradicional, que es: Plaza de la Inmaculada, Ancha, Convento, Plaza de España, Ramón y Cajal, Av. de Andalucía, Espinar, Santa Ana, Plaza de España, Umbría, Ancha y Plaza de la Inmaculada.
Otro itinerario utilizado es: Plaza de la Inmaculada, Ancha, Convento, Plaza de España, Cabezas, Antonio Machado, Fuente Nueva, Av. de Andalucía, Espinar, Santa Ana, Plaza de España, Umbría, Ancha y Plaza de la Inmaculada.
Años anteriores la hermandad llegaba hasta Plaza Nueva, justo antes de cambiar su recorrido al primero de los citados.

## Publicaciones
La hermandad saca a la luz, desde el año 2009, cada cuaresma, una revista-boletín, donde se informa acerca de cultos, novedades..., denominad Sepulcro, la cual ya está consolidada con secciones de historia, fotografías antiguas, pregones...

## Carteles
Aparte del cartel anunciador de la procesión de Viernes Santo, la cofradía ha dado su imagen en el cartel oficial de la Semana Santa de Huelma en 1997, 2004, 2010 y 2016
- Datos: Q5776191